# Chiesa di San Gregorio Magno (Montone)
La chiesa di San Gregorio Magno, nota anche come chiesa di Santa Maria Assunta, è la parrocchiale di Montone, in provincia di Perugia e diocesi di Città di Castello; fa parte della zona pastorale Sud.

## Storia
La primitiva pieve di San Gregorio fu sede parrocchiale sino al 1317; in quell'anno, infatti, il vescovo Ugolino Gualterotti trasferì tale titolo alla duecentesca chiesa di Santa Maria Assunta, contestualmente ridedicata a san Gregorio Magno, che fu elevata al rango di collegiata e che ottenne tutti i privilegi spettanti alla cattedrale di Città di Castello.
Verso il 1668 fu edificata la nuova parrocchiale, sfruttando i fondi messi a disposizione da tale Giovanni Pazzaglia.
Nel 1944 il tetto della chiesa fu danneggiato e a causa di ciò si crearono delle infiltrazioni di acqua che rovinarono alcuni dipinti; dopo il conflitto vennero condotti i lavori di risistemazione che sanarono i danni.

## Descrizione

### Esterno
La facciata della chiesa, a capanna e intonacata, presenta centralmente il portale d'ingresso, caratterizzato da una cornice modanata, al quale si accede tramite una scalinata, e, in sommità, una finestra sormontata da un piccolo oculo; un'ulteriore cornice modanata corre sotto i due spioventi del tetto.
Annesso alla parrocchiale è il campanile a base quadrata, costituito da mattoni e pietre; all'altezza della cella si aprono quattro monofore.

### Interno

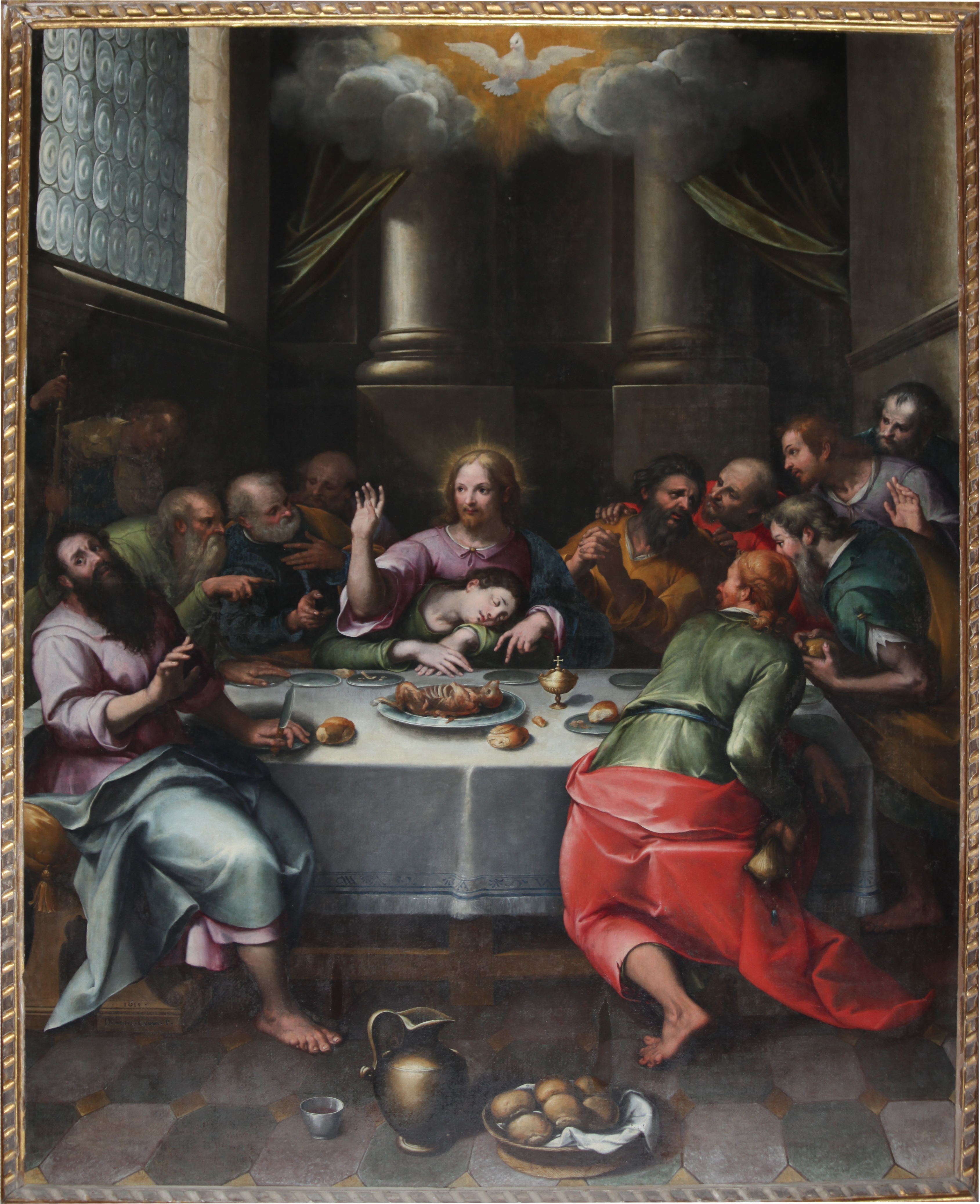
Ultima Cena di Denijs Calvaert

L'interno dell'edificio si compone di un'unica navata cassettonata, le cui pareti sono scandite da paraste sorreggenti gli archi a tutto sesto che introducono le cappelle laterali, sviluppate su una pianta rettangolare; al termine dell'aula si apre il presbiterio, sopraelevato di due gradini e chiuso dall'abside di forma semicircolare, che è coperta da una semicupola.
Qui sono conservate diverse opere di pregio, tra le quali l'affresco ritraente gli Apostoli in attesa della discesa dello Spirito Santo, eseguito nel XVIII secolo da Giovanni Parenti, la tela raffigurante le Anime del Purgatorio che vengono salvate dai Santi che intercedono presso la Trinità e la pala raffigurante la Madonna tra i Santi Giovanni Battista e Gregorio Magno.
La tela dell'Ultima Cena, firmata e datata 1611 da Denijs Calvaert, proviene dalla chiesa di Santa Croce e fu forse commissionata da un membro della famiglia Vitelli. Il dipinto mostra una commistione di sottigliezze pittoriche fiamminghe e di cultura pittorica bolognese, tipica dell'artista.